# Vol ČSA 540
Le vol ČSA 540 (numéro de vol : OK540, indicatif radio : CSA LINES 540) est un vol international régulier assurant la liaison entre l'aéroport de Prague-Václav-Havel et l'aéroport de Téhéran-Mehrabad, avec deux escales prévues, la première à Damas, la seconde à Bagdad. 
Le 20 août 1975, l'Iliouchine Il-62 était en approche de la piste 23R de l'aéroport international de Damas, en descente par temps clair, et s'écrase à 17 kilomètres de l'aéroport. Il s'agit, à ce jour, de la pire catastrophe aérienne jamais survenue en Syrie, mais également du pire accidents impliquant un avion de CSA Czech Airlines (ČSA).

## Détails du vol

### Aéronef
L'Iliouchine Il-62 impliqué dans cet incident aérien sort d'usine en 1973, et porte le no 31502. L'appareil est livré le 17 septembre 1973 à la compagnie Czech Airlines (ČSA). Il est immatriculé OK-DBF et est exploité sous le surnom Brno Trade Fair par ČSA. L'avion dispose de 174 places et est propulsé par quatre turboréacteurs de type Kusnezow NK-8-4. Au moment de l'accident, l'appareil cumule 4000 heures de vol.

### Équipage et passagers
L'équipage était composé du commandant de bord Ján Gajdoš (54 ans, 19 000 heures de vol (environ 3 000 sur Il-62)), du copilote Stanislav Žižka (50 ans, 15 000 heures de vol (environ 2 500 sur Il-62)), ainsi que du navigateur František Aulík (43 ans) et des ingénieurs de vol Karel Hasman (48 ans) et Vladimír Hejduk, qui venait de terminer son service. Le reste de l'équipage était également très expérimenté et avait plus de 10 000 heures de vol à son actif. 
Dans la cabine, 117 passagers ont été pris en charge par une équipe de six hôtesses de l'air.
| Nationalités (7)   | Passagers | Équipage | Total |
| ------------------ | --------- | -------- | ----- |
| Tchécoslovaquie    | 53        | 11       | 64    |
| Syrie              | 54        | -        | 54    |
| Danemark           | 3         | -        | 3     |
| Pologne            | 3         | -        | 3     |
| Allemagne de l'Est | 2         | -        | 2     |
| Espagne            | 1         | -        | 1     |
| Hongrie            | 1         | -        | 1     |
| Total à bord       | 117       | 11       | 128   |

## Accident

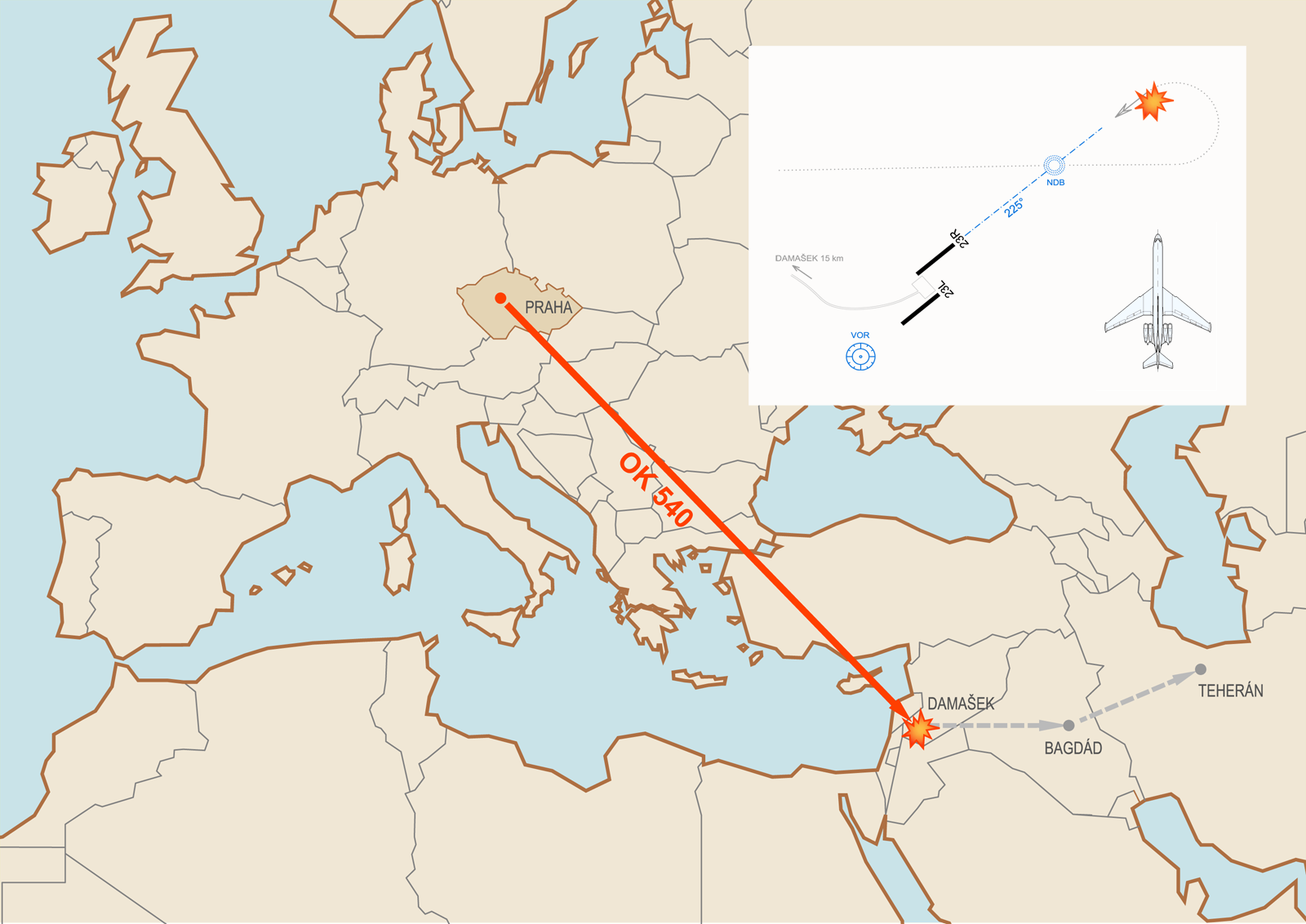
Itinéraire du vol.

Le vol 540 décolle de Prague le 19 août 1975, à 19 h 35. Le copilote est aux commandes de l'appareil pour cette étape du vol. Les conditions météorologiques sont favorables lorsque l'avion s'approche de Damas, dans la nuit du 20 août 1975, après trois heures et demie de vol. La visibilité était bonne, le vent soufflait en direction 230° à une vitesse de 10 nœuds. L'appareil reçoit l'autorisation de s'approcher de la piste 23R. 
À environ 17 km de l'aéroport, l'appareil heurte une dune à une altitude de 605 mètres au-dessus du niveau de la mer à 1 h 13 heure locale, se disloque et prend feu. 
L'accident est fatal pour la presque-totalité des passagers, à l'exception d'un bébé de six mois et d'un étudiant syrien de 30 ans, qui étaient assis à l'arrière de l'appareil et qui ont survécu au crash après avoir été éjectés hors de l'avion après l'impact. L'accident cause la mort de 126 occupants, dont le metteur en scène polonais Konrad Swinarski.

## Théories conspirationnistes
Peu de temps après le crash, des spéculations visaient des différends personnels entre les deux pilotes qui auraient contribué à déclencher l'enchaînement fatal d'événements qui a conduit à l'accident tragique. Selon certains témoins, Gajdoš et Žižka n'entretenaient pas une relation de confiance. Ils ne volaient généralement pas ensemble, mais le mardi 19 août 1975, le copilote initialement assigné ne s'est pas présenté au travail, de sorte que Žižka a dû prendre le relais.
D'autres spéculations visent l'armée syrienne et affirment que l'avion aurait été abattu par erreur, puisque l'affaire aurait été étouffée. Ces spéculations se sont accentuées lors du crash du vol Malév 240, pour lesquels des témoins assurent que l'avion a été abattu en vol. Mais ces deux évènements semblent être de causes indépendantes parce qu'aucune preuve n'a été fournie et aucun témoin ne peut étayer la version d'une frappe militaire. De plus, l'avion s'est écrasé au sol en un seul morceau, ce qui semble corroborer la thèse de l'erreur de pilotage.